# Dorfkirche Jühnsdorf

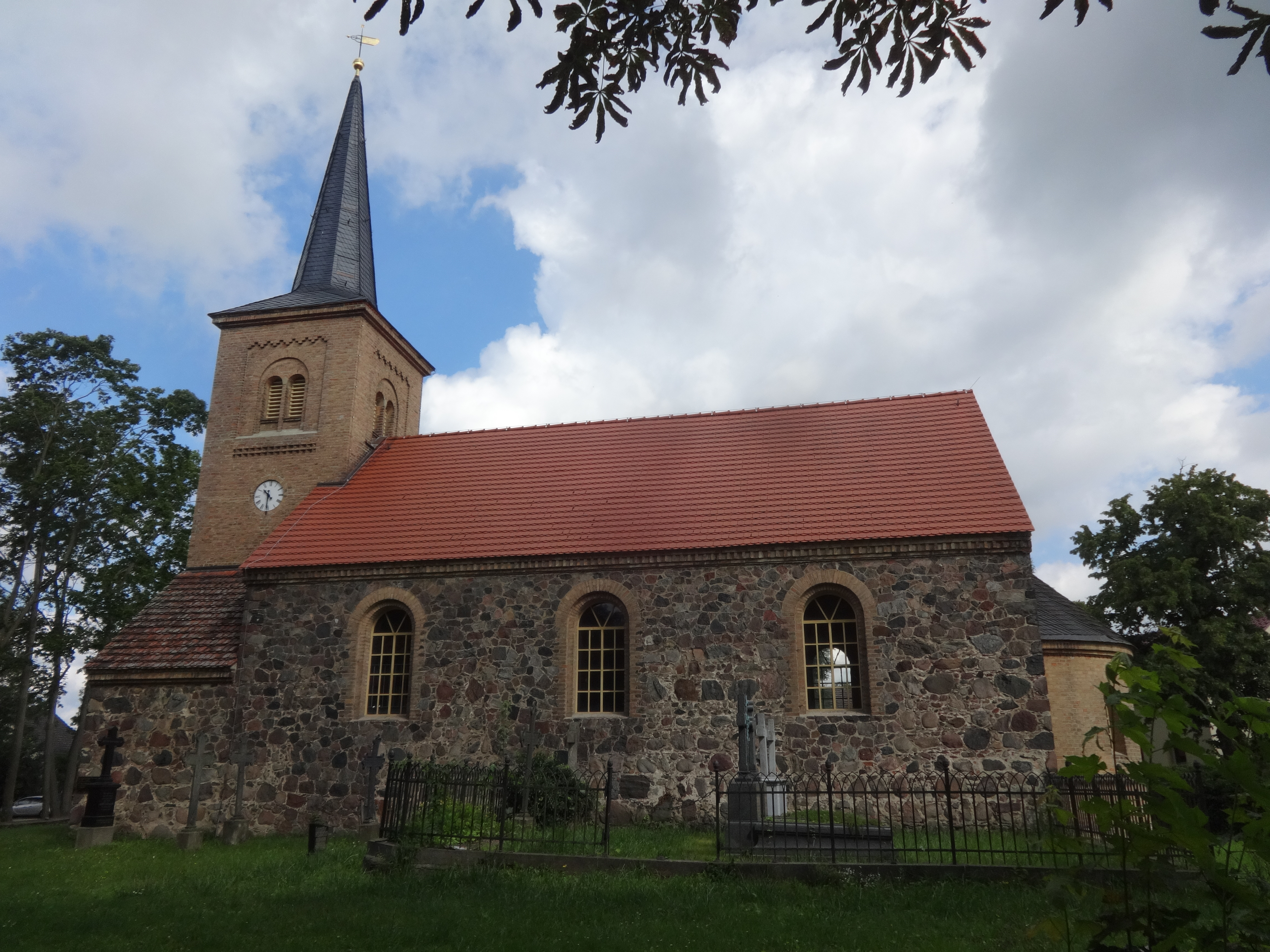
Dorfkirche Jühnsdorf

Die evangelische Dorfkirche Jühnsdorf ist eine Feldsteinkirche aus dem 14. Jahrhundert in Jühnsdorf, einem Ortsteil der Gemeinde Blankenfelde-Mahlow im Landkreis Teltow-Fläming  im Land Brandenburg. Die Kirchengemeinde gehört zum Kirchenkreis Zossen-Fläming der Evangelischen Kirche Berlin-Brandenburg-schlesische Oberlausitz.

## Lage
Die Dorfstraße ist die zentrale Verbindungsachse, die in Nord-Süd-Richtung durch die Gemarkung verläuft. Sie zweigt sich am historischen Dorfanger auf und umspannt so ein leicht erhöhtes Grundstück, auf dem die Saalkirche steht. Das Gelände ist nach Osten hin durch eine Mauer aus Feldsteinen eingefriedet.

## Geschichte
Die Kirchengemeinde gibt an, dass der Kern des Sakralbaus im 14. Jahrhundert entstanden sei. Das Dehio-Handbuch hingegen verweist darauf, dass der Bau „eventuell“ in diesem Jahrhundert stattfand. Im Landbuch Karls IV. finden sich im Jahr 1375 bereits vier Pfarrhufen, so dass es zu dieser Zeit bereits einem Pfarrer und somit auch eine Kirche gegeben haben muss. Sicher ist, dass der Zossener Baumeister Klehmet im Jahr 1869 im Auftrag der Gutsherrenfamilie von dem Knesebeck erhebliche Umbauten durchführen ließ. Unter seiner Leitung entstanden aus gelblichem Mauerstein sowohl der Westturm wie auch die halbrunde Apsis. Er ließ die Mauern des Kirchenschiffs erhöhen und die Fenster rundbogenförmig vergrößern – ganz im Stil des bekannten Architekten Friedrich August Stülers. 1898 wurde der Innenraum neugestaltet und vermutlich auch in dieser Zeit die Kirchenausstattung neu angeschafft. Der Innenraum präsentiert sich seit der Mitte der 1990er Jahre mit einem offenen Dachstuhl. 1999 sanierte die Kirchengemeinde den Innenraum, 2002 das Dach der Apsis. 2016 erhielt die Kirche drei neue Glocken. Zwei davon stammen aus der profanierten Kirche Hl. Familie aus dem niedersächsischen Rodewald. Die dritte wurde im Juli 2016 in Innsbruck neu gegossen und zum Erntedankfest im Glockenstuhl aufgehängt.

## Baubeschreibung

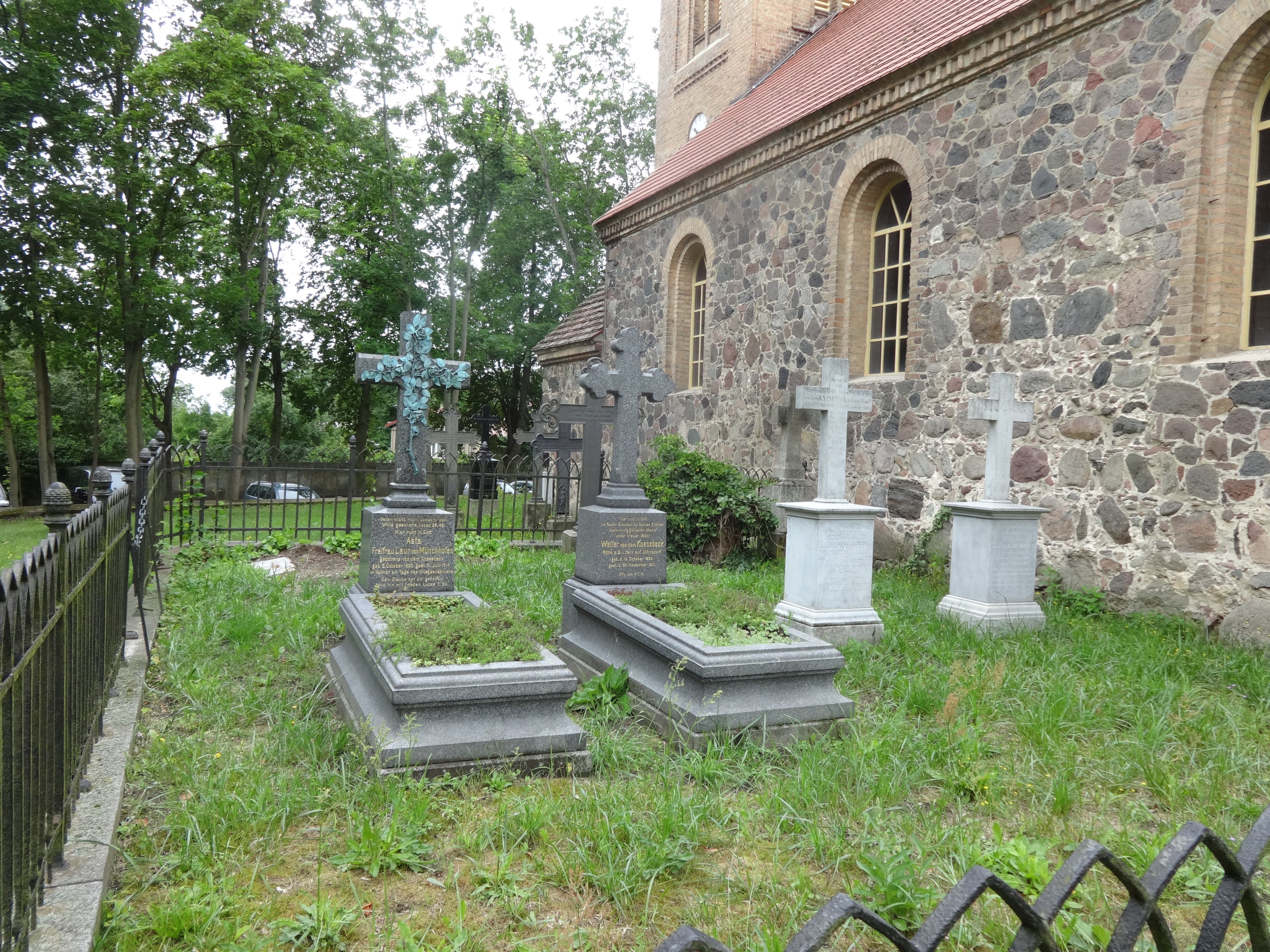
Gräber derer von Knesebeck

Die halbkreisförmige Apsis ist stark eingezogen und einschließlich des Sockels aus gelblichem Mauerstein errichtet. An der Nord- und Südseite ist je ein kleines, segmentbogenförmiges Fenster, dessen Laibung aus demselben Stein gemauert wurde. Ein umlaufender, schlichter Fries bildet den Übergang zum halbkegelförmigen Dach, das mit schwarzem Schiefer gedeckt ist.
Das Kirchenschiff wurde aus Feldsteinen errichtet. Diese sind an der östlichen Wand nicht behauen oder lagig geschichtet. Die Zwischenräume sind mit Granitsplittern verfüllt. Im Giebel sind zwei kleine segmentbogenförmige, gekuppelte Fenster. Die beiden Langwände sind symmetrisch aufgebaut und bestehen ebenfalls aus nicht behauenen und ungleichmäßig geschichteten Feldsteinen. An jeder Seite sind seit der barocken Umformung drei große bogenförmige Fenster, deren Faschen mit hellem Putz betont werden. Das schlichte Satteldach ist mit rötlichem Biberschwanz gedeckt.
Nach Westen hin schließt sich der Kirchturm an, der im unteren Geschoss ebenfalls aus Feldsteinen errichtet wurde und die Breite des Kirchenschiffs aufnimmt. Darüber verjüngt sich der Turm zu einem quadratischen Obergeschoss. Im Erdgeschoss ist ein großes, dreifach aus Mauersteinen getrepptes Portal. Es wird durch zwei Fenster an den Seiten ergänzt, deren Laibung aus demselben Material errichtet wurde. Mittig oberhalb des Portals ist ein kreisförmiges Fenster. Es bildet den Übergang des gänzlich aus Mauerstein errichteten, oberen Geschosses. Dort sind an der Westseite je drei schmale und rechteckige Fenster, an der Nord- und Südseite eine Turmuhr. Das obere Geschoss ist kunstvoll gegliedert: Eine eingelassene, rechteckige Blende an jeder Seite des Turms nimmt in einer weiteren bogenförmigen Blende die beiden Klangarkaden auf. Das obere Feld wird durch einen Dreieckfries betont, der untere Abschluss durch schräg gestellte Mauersteine. Oberhalb eines Gesims ist der achtfach geknickte Turmhelm, der mit Turmkugel und Kreuz abschließt.

## Ausstattung
Der Altar besteht aus einer schlichten Mensa, auf der ein neuzeitliches Kruzifix steht. Der dahinter befindliche Chorraum ist in einem rötlichen Farbton gehalten und setzt sich damit in einem starken Kontrast zu dem in Weiß gehaltenen Kirchenschiff ab.
Der Kanzelkorb steht an der südlichen Wand des Kirchenschiffs. Auch er ist in hellen Farben gehalten, seine Kassetten sind seit den späten 1920er Jahren mit Abbildern der Evangelisten verziert. Ein Epitaph aus Sandstein erinnert an die 1737 verstorbene Louise von Hake.
Die westliche Empore ist im unteren Bereich mit einer Trennwand versehen und dient als Winterkirche. Obenauf steht eine Orgel von Wilhelm Remler aus dem Jahr 1869. Zahlreiche Orgelpfeifen mussten im Jahr 1917 für Kriegszwecke abgeliefert werden. Nach dem Zweiten Weltkrieg konnte eine Demontage im Jahr 1947 im letzten Augenblick verhindert werden. Im Jahr 1968 erfolgte in Blitzeinschlag, der den elektrischen Motor des Instruments beschädigte; es war daraufhin über viele Jahrzehnte nicht spielbar. Die Kirchengemeinde bat 2017 um Spenden, um die erforderlichen 200.000 € für die Instandsetzung zu erhalten. Im Jahr 2020 konnte schließlich die Instandsetzung durch die Berliner Orgelwerkstatt Karl Schuke erfolgen.
Neben der Orgel sind an der Wand mehrere Epitaphe für Familienmitglieder derer von Knesebeck angebracht. Zur weiteren Kirchenausstattung gehört ein Abendmahlsgeschirr, ein Taufständer sowie eine Fünte. Letztere ist ein Abguss der goldenen Weihbrotschale aus dem Dom zu Halberstadt. Das Geld für diese Ausstattung entstammt einer Stiftung des in der Schlacht bei Königgrätz 1866 gefallenen Wilhelm Boldewin Ropert Leopold von dem Knesebeck.
Auf dem umliegenden Friedhof sind weitere Grabmale, darunter von der Gutsherrenfamilie derer von Knesebeck sowie das Erbbegräbnis der Lehrerfamilie Lademann (1750 bis 1904), aus der auch der Heimatforscher Willy Lademann (1884–1976) hervorging. An ihn erinnert eine weitere Tafel, die 2012 an der Südwestecke des Kirchturms angebracht wurde. Lademann wird darauf – in Plattdeutsch – mit den Worten zitiert: „Ik hä di Lüde upt Mul jekääken / un tuejehörkt“ (wörtl. „Ich habe den Menschen aufs Maul geschaut / und zugehört“). Im Jahr 2022 wurden die Stein- und Granitgräber gereinigt, darunter auch das älteste Zinkgussgrabkreuz aus dem Jahr 1828. Die seit Jahrzehnten in guter Erhaltung befindlichen Gesamtanlage der Grabmale der Familie von dem Knesebeck-Jühnsdorf, Ausführung mit Kreuz, Steinsockel und Umrandung, wurden bis Ende Oktober 2024 restauriert. Geklärt werden konnte durch die Maßnahme auch der Stein des zweijährigen Heinzo von dem Knesebeck aus Mitte des 19. Jahrhunderts.